# Rayon

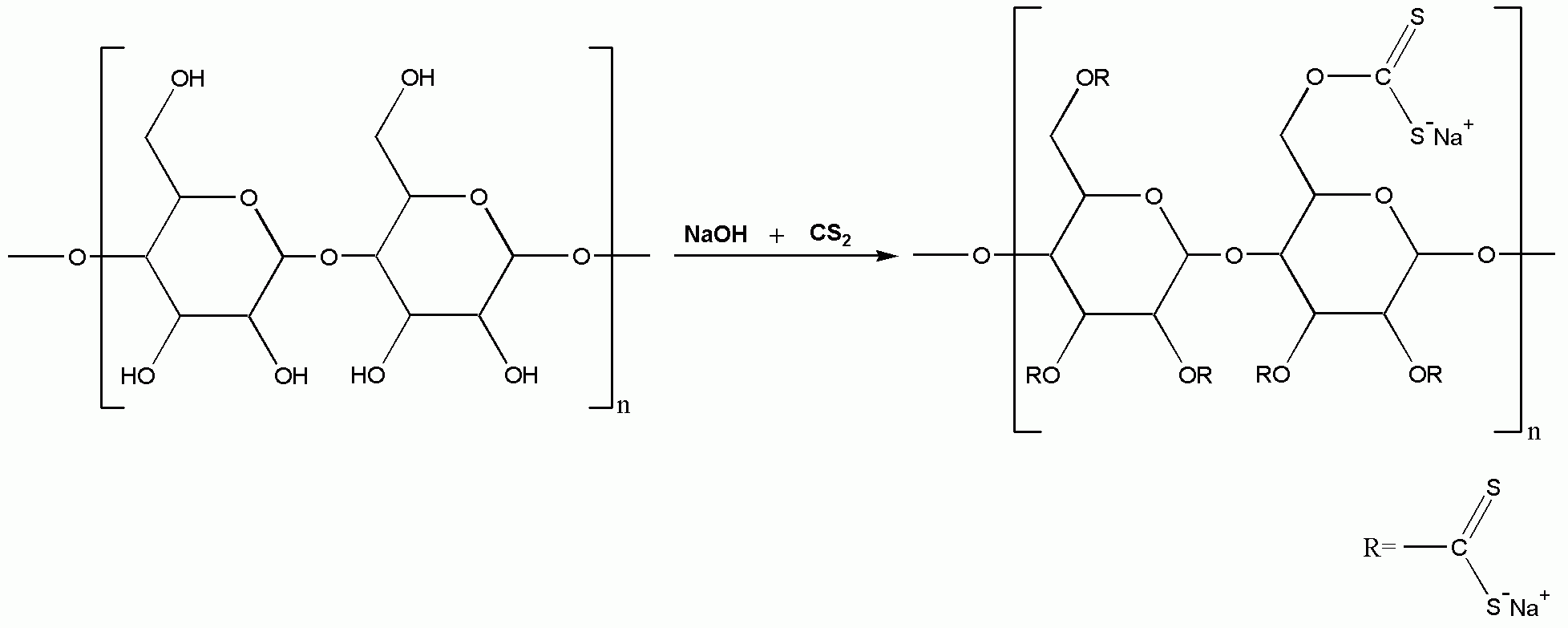
La cellulosa viene trattata con una base e solfuro di carbonio per produrre viscosa.

Il rayon (a volte, in modo improprio, chiamato modal) è una fibra trasparente che si ottiene dalla cellulosa.
Questa fibra all'inizio fu chiamata "seta artificiale", o "seta del legno", mentre il nome rayon fu usato per la prima volta nel 1924.

## Produzione e caratteristiche
Le fibre di cellulosa del legno o del cotone vengono sciolte con soda caustica, che reagisce con il solfuro di carbonio, dando un composto solubile in acqua, che è una soluzione colloidale, chiamata viscosa, la quale, fatta passare attraverso piccoli ugelli in un bagno di acido, si riconverte a cellulosa. Lo stesso processo, utilizzando sottili fessure al posto degli ugelli, fornisce il cellophane.
Oltre al rayon viscosa, esistono altre varianti di rayon, come il rayon alla nitrocellulosa (sviluppato nel 1891, ma messo fuori produzione a causa della sua alta infiammabilità), ed il rayon cuproammoniacale (sviluppato nel 1890 e con applicazioni industriali dal 1911 e che assomiglia moltissimo alla seta). Esiste anche un processo all'acido acetico, che dà luogo agli acetati tessili e al triacetato di cellulosa, molto usato, per molti anni, nelle pellicole cinematografiche.

Al contrario del nylon, il rayon assorbe l'acqua, rendendo i tessuti ottenuti molto più confortevoli per essere indossati.

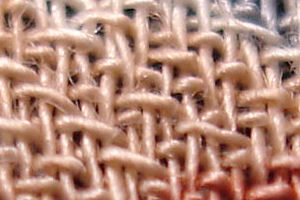
Trama di una gonna in rayon, gonna fotografata con macroobiettivo.
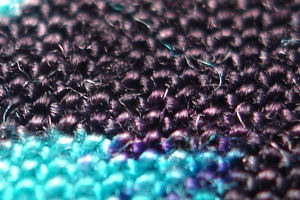
Trama di una gonna in rayon.
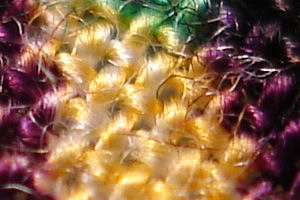
Trama di un maglione in rayon.

## Storia

### L'industria del rayon in Italia
I primi tentativi di realizzare in Italia un'industria di quella che allora era denominata "seta artificiale" ebbero una svolta decisiva quando una compagnia di navigazione, la SNIA Società di Navigazione Italo Americana, avente per scopo l'esercizio dei trasporti marittimi tra Italia e Stati Uniti, con il mutare del mercato dei noli decise di investire nell'attività industriale i capitali esuberanti.
Si operò, pertanto, l'assorbimento della Società Viscosa di Pavia (1920), dell'Italiana Fabbriche Viscosa di Venaria (1920) e dell'Italiana Seta Artificiale di Cesano Maderno (1921).
Il programma proseguì nel 1925, quando veniva iniziata la costruzione del nuovo stabilimento di Torino Stura. Nel 1927 la SNIA Viscosa assumeva il controllo del Gruppo Seta Artificiale con gli stabilimenti di Varedo e di Magenta. La produzione annua di rayon che nel 1920 era di soli 500.000 kg, al momento della crisi del 1929 aveva superato i 9 milioni di kg.
Il proprietario del gruppo Riccardo Gualino si era avventurato in eccessi speculativi e si era trovato in urto con il governo in carica, che non lo aiutò a superare la crisi. Dopo un "interregno" di Senatore Borletti, si fece largo un imprenditore che aveva fatto esperienza nel settore tessile con il commercio in Polonia e in Unione Sovietica: Franco Marinotti. Il nome commerciale della produzione era "seta Gloria".
Negli stessi anni l'industria della seta artificiale si sviluppò:
- a Châtillon, in Valle d'Aosta, localizzazione scelta per usufruire della vicinanza alle centrali elettriche, con la costruzione di impianti anche a Ivrea e a Vercelli (Società Soie de Châtillon);
- a Forlì, con la SAOM dell'imprenditore Paolo Orsi Mangelli, il quale poi produrrà il tessuto detto, dal nome della città, Forlion e fonderà la OMSA; nel 1929 gli stabilimenti Mangelli sono la prima ditta italiana a produrre cellophane;
- a Pallanza, con uno stabilimento di acetato della Rhodiaseta, poi divenuta Rhodiatoce (con brevetti Rhône-Poulenc);
- a Gozzano (Novara) con uno stabilimento per il processo al cuproammonio che utilizza cellulosa finissima (linter di cotone) della società Bemberg;
- a Pizzighettone (CR) con lo stabilimento Pirelli-Sicrem per la produzione di cordene (fibra ad alto modulo per le tele utilizzate nella fabbricazione degli pneumatici);
- a Piacenza con la SAFTA Società Anonima Fibre Tessili Artificiali, che produceva rayon dal 1923; nel dopoguerra modificò gli impianti per produrre il cellophane e gli imballaggi flessibili per i laminati multistrato;[2]
- a Rieti con la Supertessile, fondata nel 1928 dalla Società Generale Italiana della Viscosa e rimasta operativa fino al terzo millennio con il nome di Nuova Rayon Italia.

Nel frattempo il legislatore aveva proibito l'uso del termine seta per i prodotti non derivanti dal baco da seta, e quindi l'industria della seta artificiale cambiò nome ed adottò quello di rayon.
L'approssimarsi della seconda guerra mondiale fece nascere il problema dell'approvvigionamento della cellulosa, di cui l'Italia era tributaria dall'estero. Da qui il tentativo di utilizzare la "canna gentile" (Arundo donax), capace di consentire una produzione legnosa annua molto più elevata di quella caratteristica delle essenze arboree già da tempo impiegate.
Nell'insieme l'Italia aveva raggiunto un posto di riguardo nella produzione mondiale e si trattava di un'industria che per tutte le lavorazioni a valle della filiera (preparazione subbi, orditoi, binatura, torcitura ecc.) impiegava in larga percentuale manodopera femminile.